# Smash Hits (журнал)
Smash Hits — британский молодежный музыкальный журнал, выходивший в период с 1978 по 2006 годы. Первоначально журнал издавался с ежемесячной периодичностью, однако большую часть времени печатался раз в две недели. После закрытия журнала бренд Smash Hits сохранился в виде цифрового телеканала (позднее переименованного в Box Hits), и веб-сайта. Также существовала одноимённая радиостанция, но она также была закрыта.

## История
Созданный журналистом Ником Логаном осенью 1978 года, первоначально Smash Hits выходил в ежемесячном формате (первые пять выпусков), после чего начал издаваться с периодичностью раз в две недели. Поначалу издание придерживалось серьёзного стиля изложения, на его страницах печатались тексты последних хитов и интервью с известными музыкантами, однако с середины 1980-х оно становилось всё более вызывающим и неформальным. Техника интервьюирования была новаторской для того времени, и вместо восхищения известными артистами, их зачастую высмеивали, задавая странные вопросы, а не фокусируясь на их музыке.
Концепция журнала была основана на песеннике, который покупала сестра Логана, в отличие от последнего было решено сделать глянцевое издание. Первоначально журнал назывался Disco Fever, а его издателем выступила небольшая компания EMAP из Питерборо.
В Smash Hits начинали карьеру многие известные журналисты, в том числе редактор Radio Times Марк Фрит. Среди других известных публицистов издания были Дэйв Риммер, Марк Эллен (впоследствии основавший Q, Mojo и Word), Стив Биби, Крис Хит, Том Хибберт и Миранда Сойер. Нил Теннант, вокалист Pet Shop Boys, в начале восьмидесятых работал штатным автором и помощником редактора, впоследствии заявив, что, если бы он не стал поп-звездой, с большой доле вероятности он бы продолжил журналистскую деятельность и стал редактором.
Журнал был популярен в континентальной Европе, особенно в Германии. В 1984 году была создана австралийская версия журнала, которая оказалась столь же успешной, как и британский оригинал. В 1990-х бренд был лицензирован для выпуска французской версии журнала. В 1980-х на территории Соединённых Штатах издавалась местная версия журнала под названием Star Hits, в которой публиковались материалы из британской версии.
Издателем журнала выступала локальная компания Emap, которая также использовала бренд для одного из своих цифровых телеканалов и цифровой радиостанции. Также, под эгидой бренда проводилась ежегодная вечеринка с церемонией награждения Smash Hits Poll Winners Party, на которой чествовали звёзд — победителей опроса среди читателей журнала.
Пик продаж журнала пришёлся на конец 1980-х. В начале десятилетия его регулярный тираж составлял 500 000 экземпляров, а к 1989 году этот показатель превышал один миллион. В 1990-х продажи начали падать — к 1996 году спад составил примерно 100 000 экземпляров в год. К моменту закрытия Smash Hits его тираж сократился до 120 000 экземпляров.

## Закрытие
В 1990-х тираж журнала резко упал и его обогнал схожий тематический журнал от BBC — Top of the Pops. Другой подростковый журнал Emap, выходящий раз в две недели, Big! (в котором делался упор на знаменитостей и звезд телесериалов, включая интервью с участниками австралийского шоу «Дома и в пути» и американского «Беверли-Хиллз, 90210»), был закрыт, передав свою концепцию в Smash Hits, который стал менее ориентирован на подростковую поп-музыку с большим упором в сторону развлекательной тематики. Журнал несколько раз менял размер при последующих перезапусках, один из форматов был размером с альбом, с текстами песен, которые можно было вырезать. Недолгое время редактором Smash Hits была телеведущая и журналистка Кейт Торнтон.
В феврале 2006 года было объявлено, что выпуск журнала будет прекращён из-за снижения продаж. Последний номер вышел 13 февраля.
В июле 2009 году был выпущен специальный, лимитированный выпуск журнала, посвященный певцу Майклу Джексону (скончавшемуся в том месяце). Также специальные тиражи выходили в ноябре 2009 года (Take That), декабре 2010 года (Леди Гага) и ноябре 2019 года (Макс Мартин), последний представлял собой бесплатный номер посвящённый мюзиклу Мартина «& Juliet» и распространялся в метро В апреле 2022 года был выпущен еще один бесплатный специальный выпуск, посвященный третьей серии Derry Girls.

## Редакторы
- «Крис Холл» (псевдоним Ника Логана, скомбинированный из имён его детей — Кристианы и Холли)
- Ян Кранна
- Дэвид Хепуорт[англ.]
- Марк Эллен[англ.]
- Стив Буш
- Барри Макилэни[англ.]
- Ричард Лоу
- Майк Сутар
- Марк Фрит
- Кейт Торнтон
- Гэвин Рив
- Джон Маккай
- Эмма Джонс[англ.]
- Лиза Смосарски
- Лара Паламудян

## Музыкальные компиляции
EMAP лицензировала бренд для ряда музыкальных сборников, включая кроссовер с брендом брендом Now That’s What I Call Music!, выпущенный под названием Now Smash Hits (ретроспектива начала 1980-х (80-87)).